# Keeps Gettin' Better
"Keeps Gettin' Better" là đĩa đơn đầu tiên của nữ ca sĩ nhạc pop người Mỹ Christina Aguilera trong album tổng hợp của cô, Keeps Gettin' Better - A Decade of Hits. Theo Billboard, bài hát chính thức lên sóng radio vào ngày 22 tháng 9 năm 2008, trùng với lịch phát hành "Womanizer" của Britney Spears.
Ngày 5 tháng 9, bài hát bị tuồn lên mạng và 2 ngày sau nó được biểu diễn tại giải MTV Video Music Awards 2008. Ngày 9 tháng 9, bài hát được bày bán trên iTunes của Canada và Úc và lập tức chiếm vị trí #2. "Keeps Gettin' Better" xếp thứ 11 trong số những bài hát dược phát sóng nhiều nhất trên đài American pop.
Video âm nhạc của bài hát đã được khởi quay từ cuối tháng 9, dưới bàn tay của đạo diễn Peter Berg.

## Xếp hạng
| Bảng xếp hạng (2008–09)              | Vị trí cao nhất |
| ------------------------------------ | --------------- |
| Úc (ARIA)                            | 26              |
| Áo (Ö3 Austria Top 40)               | 15              |
| Bulgaria (Bulgaria Singles Top 40)   | 2               |
| Canada (Canadian Hot 100)            | 4               |
| Châu Âu Hot 100 Singles (Billboard)  | 29              |
| Đức (GfK)                            | 14              |
| Ireland (IRMA)                       | 14              |
| Ý (FIMI)                             | 12              |
| Nhật Bản (Japan Hot 100)             | 17              |
| New Zealand (Recorded Music NZ)      | 36              |
| Slovakia (Rádio Top 100)             | 13              |
| Thụy Sĩ (Schweizer Hitparade)        | 21              |
| Liên hiệp Anh (UK Singles Chart)     | 14              |
| Hoa Kỳ Billboard Hot 100             | 7               |
| Hoa Kỳ Pop Airplay (Billboard)       | 11              |
| Hoa Kỳ Dance Club Songs (Billboard)  | 7               |
| Hoa Kỳ Adult Pop Airplay (Billboard) | 21              |
| Hoa Kỳ Airplay Top 100 (Billboard)   | 19              |
| Thế giới (United World Chart)        | 14              |

## Lịch sử phát hành
| Quốc gia    | Ngày                 | Dạng đĩa                     | Hãng đĩa |
| ----------- | -------------------- | ---------------------------- | -------- |
| Úc          | 9 tháng 9 năm 2008   | Phát thanh, digital download | Sony BMG |
| Canada      | 9 tháng 9 năm 2008   | Phát thanh, digital download | Sony BMG |
| Hà Lan      | 9 tháng 9 năm 2008   | Phát thanh, digital download | Sony BMG |
| Tây Ban Nha | 9 tháng 9 năm 2008   | Phát thanh, digital download | Sony BMG |
| Mỹ          | 22 tháng 9 năm 2008  | Digital download             | RCA      |
| Mỹ          | 23 tháng 9 năm 2008  | Phát thanh, CD               | RCA      |
| Châu Âu     | 24 tháng 10 năm 2008 | CD                           | Sony BMG |
| Úc          | 25 tháng 10 năm 2008 | CD                           | Sony BMG |
| Anh         | 3 tháng 11 năm 2008  | CD                           | Sony BMG |